# In the Flesh?
In the Flesh? - utwór muzyczny brytyjskiego zespołu rockowego Pink Floyd. Pochodzi z wydanej w 1979 roku rock opery/concept albumu The Wall, i - jak większość utworów z tej płyty - napisany został przez ówczesnego lidera grupy, Rogera Watersa.

## Kompozycja
"In the Flesh?" to stosunkowo dynamiczne wprowadzenie do jednego z najsłynniejszych albumów zespołu. Pierwsze 17 sekund stanowi dość ciche intro będące duplikacją linii melodycznej pochodzącej z kończącego płytę "Outside the Wall". Taki zabieg koncepcyjny, mający na celu uzyskanie efektu cykliczności dzieła, był dość często stosowany w pracach grupy za czasów artystycznej dominacji basisty i kompozytora Rogera Watersa. Innym zabiegiem służącym podkreśleniu takiej koncepcji są słowa kończące ostatni utwór i rozpoczynające pierwszy. "Outside the Wall" kończy się zwrotem "czy to nie tutaj...", natomiast to, co najpierw słyszymy w "In the Flesh?" to kontynuacja tej frazy: "...zaczynaliśmy?". Takie "klamry" spinające początek i koniec albumu mają za zadanie podkreślić, że proces, który został na nim przedstawiony, trwa nieprzerwanie, i każda próba wyrwania się poza ten zaklęty krąg prowadzi tylko z powrotem na jego początek.
Po tym wprowadzeniu utwór nagle "wybucha" zarówno dźwiękiem jak i dynamiką - efekt ten uzyskano dzięki zastosowaniu zniekształconych partii organowych. Ta część trwa przez mniej więcej minutę i 15 sekund, po czym rozpoczyna się główna, liryczna część, podczas której słyszalny w tle motyw przewodni kompozycji staje się zdecydowanie cichszy i mniej potężny niż we fragmentach instrumentalnych. Jednak gdy po kolejnych 38 sekundach partia wokalna dobiega końca, linia melodyczna utworu wraca do swego poprzedniego, dynamicznego charakteru. W tle słychać też bardzo charakterystyczne dla Pink Floyd wzbogacające przekaz dźwięki pozamuzyczne - tutaj jest to Roger Waters udzielający instrukcji ekipie technicznej ("Lights!", "Roll the sound effects!", "Action!"), odgłos nurkujących bombowców (sfabrykowany za pomocą przekształcenia dźwięków gitary elektrycznej), a także płacz niemowlęcia - łącznik z "The Thin Ice".

## Fabuła
Jak wszystkie utwory na płycie, "In the Flesh?" przedstawia część historii jej głównego bohatera, gwiazdora rockowego imieniem Pink. Według wyjaśnień samego autora "album zaczyna się na koncercie, potem cofamy się w czasie i poznajemy historię bohatera" - historię, która doprowadziła go na ten stadion i do tego stanu psychicznego. Pierwszy utwór stanowi właśnie ów fragment otwierający: przedstawia Pinka jako wyniosłego, aroganckiego gwiazdora spoglądającego z pogardą na zgromadzonych na widowni słuchaczy i "wielbicieli". Dostrzega hipokryzję i prawdziwe pragnienia kłębiącego się pod sceną tłumu - stara się je zaspokoić, ale także z pewną goryczą oznajmia im, że tak naprawdę wcale go nie znają i "jeśli chcą się dowiedzieć, co jest za tymi zimnymi oczyma, muszą przegryźć się przez to całe przebranie". Po "In the Flesh?" - swoistym intro - płyta cofa się w czasie aż do najwcześniejszego dzieciństwa bohatera, i rozpoczynamy, piosenka po piosence, odkrywanie historii kryjącej się "za chłodnym spojrzeniem" wokalisty rockowego.

## Wersje koncertowe
Podczas pierwotnej trasy promującej The Wall utwór ten był wykonywany na scenie przez grupę sobowtórów w maskach odlanych z twarzy członków Pink Floyd, praktycznie nieodróżnialnych od swoich pierwowzorów. Ich faktyczna tożsamość wychodziła na jaw dopiero pod koniec utworu, gdy na scenie pojawiał się prawdziwy zespół. Później imitatorzy pojawiali się także jako "surrogate band" ("grupa zastępcza") podczas wykonywania repryzy utworu, "In the Flesh". Stanowiło to swoistą grę Watersa z publicznością; miało w autoironiczny sposób obrazować bezsens stadionowych koncertów wielkich gwiazdorów rocka, bezmyślnych spędów, podczas których ludziom tak naprawdę nie chodzi o prawdziwe obcowanie ze sztuką czy artystą, a raczej o "dreszcz emocji" wywoływany przez jakichś "gwiezdnych kadetów".
Podczas zorganizowanego na placu Poczdamskim spektaklu The Wall, wykonanie utworu "In the Flesh?" powierzono niemieckiej grupie Scorpions, która wjechała na scenę limuzyną, świadomie wzmagając tym samym przesłanie utworu: przekonanie Watersa o izolacji dzielącej wielkich artystów stadionowych od własnej publiczności.

## Wersja filmowa
Na początku filmu widzimy Pinka siedzącego w zamkniętym pokoju hotelowym; wraz z wybuchem głośnych, heavymetalowych fraz gitary tłum ludzi wdziera się do środka. W tym momencie nagłe cięcie przenosi akcję do czasów II wojny światowej: następuje kilka sekwencji przedstawiających zamieszki uliczne; motyw, do którego reżyser wróci jeszcze nieraz podczas trwania filmu. Widzimy też atak niemieckiego bombowca nurkującego Ju-87 Stuka na bunkier, co symbolizuje śmierć, którą na wojnie poniósł ojciec bohatera. Podczas sekwencji obrazujących koncert rockowy odtwórca głównej roli, Bob Geldof, przedstawił własną interpretację obu części "In the Flesh".

## Covery
- 1995 - swoją wersję utworu zaproponował amerykański zespół progresywno metalowy Dream Theater (na płycie A Change of Seasons)

## Wykonawcy
- David Gilmour - gitary
- Nick Mason - perkusja
- Roger Waters - wokale, gitara basowa, VCS3
- Rick Wright - syntezatory
- Freddie Mandell - organy
- Joe Chemay, Stan Farber, Jim Haas, Bruce Johnston, John Joyce, Toni Tenille - chórki